# Malanje
Malanje je grad u Angoli i središte istoimene provincije. Leži na 1140 metara nadmorske visine, 400 km istočno od Lusake.
Grad su u 19. stoljeću osnovali portugalski doseljenici. Gradnja željezničke pruge do Lusake započela je 1885. i potakla je rast i razvoj Malanjea. Glavna je gospodarska djelatnost bio uzgoj pamuka, što je i danas jedan od osnovnih proizvoda lokalnog stanovništva, uz kavu, voće i kukuruz. U blizini grada nalazi se Nacionalni park Cangandala, u kojem uz brojne vrste ptica živi i ugrožena divovska sabljasta antilopa. Također su tu i vodopadi Calandula, 105 metara visoka turistička atrakcija.
Prema procjeni iz 2010. godine, Malanje je imao 161.059 stanovnika.